# 모함마드 레자 칼라트바리
모함마드 레자 칼라트바리(페르시아어: ,محمدرضا خلعتبری, Mohammad Reza Khalatbari, 1983년 9월 14일 ~ )는 이란의 축구 선수로, 현재 이란 프로리그의 풀라드 FC에서 뛰고 있다. 포지션은 미드필더이다.

## 축구인 경력

### 클럽 경력
2003년 샤무샤크를 거쳐 2004년 아부모슬렘으로 이적하였다.
2006년엔 조브 아한으로 이적하여 2008-09 하즈피컵 우승에 기여하였다. 이후 2009년 여름 FC 쾰른에서 입단 테스트를 받았으나 최종 입단에는 실패하였다. 이후 소속팀으로 복귀하여 2010 AFC 챔피언스리그에서 결승까지 4골을 기록하며 팀이 결승에 오르는데 기여하였으며, 결승전에서도 득점을 기록하였으나 성남 일화에 3-1로 패하여 우승은 좌절되었다.
2011-12 시즌엔 카타르의 알가라파와 아랍에미리트의 알와슬에서 반 시즌 씩 활약한 후 2012년 세파한으로 이적하며 고국으로 복귀하였다.
아즈만을 거쳐 2013년 페르세폴리스로 이적하였다. 2014년 7월 15일 전 소속팀 세파한으로 이적하였다.

### 대표팀 경력
2011년 2월 9일 러시아와의 경기에서 A매치 데뷔골을 기록하였다.
브라질 월드컵 30인 예비 명단에 포함되었으나 최종 명단에는 들지 못하였다.